# Akebia
Akebia là một chi thực vật có hoa trong họ Zygophyllaceae.

## Loài
Chi này gồm có 5 loài:
- Akebia chingshuiensis T. Shimizu, bản địa Đài Loan
- Akebia longeracemosa Matsumura, bản địa Trung Quốc và Đài Loan
- Akebia quinata (Houttuyn) Decaisne – bản địa Trung Quốc, Triều Tiên và Nhật Bản
- Akebia trifoliata (Thunberg) Koidzumi – bản địa Trung Quốc, Triều Tiên và Nhật Bản
  - Akebia trifoliata subsp. australis (Diels) T. Shimizu
  - Akebia trifoliata subsp. longisepala H. N. Qin
  - Akebia trifoliata subsp. trifoliata